# Modifications des communes d'Ille-et-Vilaine

## Présentation
L'INSEE recense toutes les modifications apportées aux communes, composition, toponymie etc.
Voici la liste de celles parmi ces modifications qui ont concerné des communes d'Ille-et-Vilaine depuis 1930 :

## Liste des modifications
| Date d'effet | N° commune | Modifications communales intervenues                                                                               |
| ------------ | ---------- | --- |
| 05/07/1953   | 35362      | Le Tronchet est créée à partir des parcelles de Plerguer.                                                          |
| 15/10/1958   | 35036      | Brain devient Brain-sur-Vilaine.                                                                                   |
| 15/10/1958   | 35119      | Gennes devient Gennes-sur-Seiche.                                                                                  |
| 26/08/1961   | 35303      | Saint-Ouen-de-la-Rouërie devient Saint-Ouen-la-Rouërie.                                                            |
| 01/03/1965   | 35240      | Le Rheu fusionne avec Moigné.                                                                                      |
|              | 35182      | Moigné est rattachée au Rheu (fusion simple).                                                                      |
| 12/06/1965   | 35038      | Bréal devient Bréal-sous-Vitré.                                                                                    |
| 30/10/1967   | 35288      | Saint-Malo fusionne avec Paramé et Saint-Servan-sur-Mer.                                                           |
|              | 35213      | Paramé est rattachée à Saint-Malo (fusion simple).                                                                 |
|              | 35313      | Saint-Servan-sur-Mer est rattachée à Saint-Malo (fusion simple).                                                   |
| 03/12/1967   | 35322      | Le Sel devient Le Sel-de-Bretagne.                                                                                 |
| 01/03/1971   | 35069      | Châteaugiron fusionne avec Veneffles.                                                                              |
|              | 35349      | Veneffles est rattachée à Châteaugiron (fusion simple).                                                            |
| 24/03/1971   | 35249      | Sainte-Anne devient Sainte-Anne-sur-Vilaine.                                                                       |
| 01/04/1973   | 35068      | Châteaubourg fusionne avec Broons-sur-Vilaine et Saint-Melaine.                                                    |
|              | 35043      | Broons-sur-Vilaine est rattachée à Châteaubourg (fusion association).                                              |
|              | 35298      | Saint-Melaine est rattachée à Châteaubourg (fusion association).                                                   |
| 01/07/1973   | 35130      | Hédé fusionne avec Bazouges-sous-Hédé et Saint-Symphorien.                                                         |
|              | 35020      | Bazouges-sous-Hédé est rattachée à Hédé (fusion association).                                                      |
|              | 35317      | Saint-Symphorien est rattachée à Hédé (fusion association).                                                        |
| 01/01/1974   | 35096      | Domagné fusionne avec Chaumeré.                                                                                    |
|              | 35074      | Chaumeré est rattachée à Domagné (fusion association).                                                             |
| 01/07/1976   | 35064      | La Chapelle-Saint-Melaine devient La Chapelle-de-Brain à la suite de sa fusion avec Brain-sur-Vilaine.             |
|              | 35036      | Brain-sur-Vilaine est rattachée à La Chapelle-Saint-Melaine (fusion association) qui devient La Chapelle-de-Brain. |
| 19/11/1984   | 35334      | Thorigné-sur-Vilaine devient Thorigné-Fouillard.                                                                   |
| 19/01/1985   | 35056      | La Chapelle-aux-Filzméens devient La Chapelle-aux-Filtzméens.                                                      |
| 01/01/1986   | 35363      | Pont-Péan est créée à partir des parcelles de Saint-Erblon.                                                        |
| 20/08/1989   | 35242      | Rimoux devient Rimou.                                                                                              |
| 01/01/1993   | 35206      | Noyal-sur-Seiche devient Noyal-Châtillon-sur-Seiche à la suite de sa fusion avec Châtillon-sur-Seiche.             |
|              | 35073      | Châtillon-sur-Seiche est rattachée à Noyal-sur-Seiche (fusion simple) qui devient Noyal-Châtillon-sur-Seiche.      |
| 01/11/1993   | 35188      | Montfort devient Montfort-sur-Meu.                                                                                 |
| 01/07/1995   | 35131      | L'Hermitage reçoit des parcelles de Pacé (18 ha, 8 hab.).                                                          |
|              | 35210      | Pacé cède des parcelles à L'Hermitage (18 ha, 8 hab.).                                                             |
| 17/11/1995   | 35184      | Montauban devient Montauban-de-Bretagne.                                                                           |
| 01/12/1995   | 35109      | Étrelles cède des parcelles à Torcé (6 ha).                                                                        |
|              | 35338      | Torcé reçoit des parcelles d'Étrelles (6 ha).                                                                      |
|              | 35109      | Étrelles reçoit des parcelles de Torcé (3 ha).                                                                     |
|              | 35338      | Torcé cède des parcelles à Étrelles (3 ha).                                                                        |
| 11/08/1996   | 35339      | Trans devient Trans-la-Forêt.                                                                                      |
| 02/03/2000   | 35115      | Fougères cède des parcelles à Lécousse (1 ha).                                                                     |
|              | 35150      | Lécousse reçoit des parcelles de Fougères (1 ha).                                                                  |
| 01/04/2000   | 35297      | Saint-Méen-le-Grand reçoit des parcelles de Saint-Onen-la-Chapelle (7 ha).                                         |
|              | 35302      | Saint-Onen-la-Chapelle cède des parcelles à Saint-Méen-le-Grand (7 ha).                                            |
| 22/02/2002   | 35099      | Domloup reçoit des parcelles de Noyal-sur-Vilaine (36 ha, 6 hab.).                                                 |
|              | 35207      | Noyal-sur-Vilaine cède des parcelles à Domloup (36 ha, 6 hab.).                                                    |
| 01/01/2005   | 35090      | Crévin devient Crevin.                                                                                             |
| 01/12/2005   | 35080      | Cintré reçoit des parcelles de Mordelles (8 ha, 3 hab.).                                                           |
| 01/12/2005   | 35196      | Mordelles cède des parcelles à Cintré (8 ha, 3 hab.).                                                              |
| 01/01/2008   | 35317      | Saint-Symphorien est rétablie.                                                                                     |